# Grahovo, Cerknica
Grahovo este o localitate din comuna Cerknica, Slovenia, cu o populație de 432 de locuitori.